# Scotopteryx kashghara
Scotopteryx kashghara är en fjärilsart som beskrevs av Moore 1878. Scotopteryx kashghara ingår i släktet backmätare, och familjen mätare. Inga underarter finns listade.